# Anamaria Beligan
Anamaria Beligan (ur. 15 listopada 1958 w Bukareszcie) – rumuńska pisarka, tłumaczka, scenarzystka, reżyserka.

## Życiorys
Anamaria Beligan jest córką aktora Radu Beligana i tłumaczki Danei Crivetz. W wieku pięciu lat jej rodzice rozwiedli się. Ojciec poślubił pisarkę i scenarzystkę Maricę Beligan a matka wyszła za dramatopisarza Horia Lovinescu.
W 1977 ukończyła liceum im. CA. Rosettiego i kontynuowała naukę na Universitatea Națională de Artă Teatrală și Cinematografică „Ion Luca Caragiale” w Bukareszcie do 1981 roku.
Wraz ze swym partnerem Valeriu Campanem nakręciła dokumentalny film Gătaia. W 1982 wyemigrowała do Australii i zamieszkała w Melbourne. Kontynuowała naukę lingwistyki i multimediów na Deakin University i otrzymała tytuł magistra lingwistyki stosowanej na Monash University.
W latach 1983–1984 była wykładowcą na wydziale reżyserii w Australian Film Television and Radio School w Sidney.  W latach 1984–1987 byłą reżyserem oraz producentem w R & R Media i The Video Paint Brush Group w Melbournerefer. W 1987 założyła niezależną firmę produkcyjną The Athanor Pty. Ltd. w Melbourne.
W 1995 roku debiutowała w czasopismach Quadrant i Branches. Jej twórczość ukazała się w australijskich publikacjach, takich jak: Picador New Writing, RePublica, Voices, University of Queensland Press, oraz w rumuńskich: Literatorul, Moftul Roman, Ramuri, Luceafarul, Orizont, ARC, Vatra, Familia, a także w internetowych: Exquisite Corpse, Respiro, Lolocur.
Pierwszy zbiór opowiadań zatytułowany Încă un minut cu Monica Vitti wydała w 1998 roku Rumunii a w 2002 roku w Australii.  Został dobrze przyjęty przez krytyków i zakwalifikowany do 2003 Steele Rudd Best Short Story Collection Award.
Pierwsza powieść Anamarii, Scrisori către Monalisa, została wydana w 1999 roku, w Rumunii i przez kilka miesięcy znajdowała się na krajowych listach bestsellerów.
W 2015 roku Valeriu Campan i Anamaria Beligan odwiedzili Rumunię na zaproszenie Departamentului de Jurnalism al FSPAC – Universitatea Cluj i UCIN.

## Życie prywatne
Anamaria Beligan ma dwie córki, Katarinę i Danę, ze swoim partnerem Valeriu Campanem.

## Wybrana twórczość
- Încă un minut cu Monica Vitti, 1998
- Scrisori către Monalisa, 1999
- Dragostea e un Trabant, 2003
- mamabena.com, 2005
- Windermere: iubire la a doua vedere, 2009
- Un craniu remarcabil, 2011